# マリー・ベルナトコヴァ
マリー・ベルナトコヴァ（Marie Bernátková、1857年10月22日 - 1969年5月4日）は、長寿世界一であったチェコの女性。生まれた当時はオーストリア帝国。1968年6月から死去まで長寿世界一であった。チェコの歴代最高齢人物。
1857年、プラハに生まれる。1969年5月4日、111歳194日で死去。